# Хто ви є, містер Джекі?
Хто ви є, містер Джекі? — українська документальна стрічка 2001 року режисера Максима Бернадського та журналіста Юрія Луканова про листування українського дисидента Валерія Марченка з нідерландською студенткою Джекі Бакс. Прем'єра стрічки відбулась 25 травня 2002 року на телеканалі «СТБ». 14 травня 2013 року стрічку було показано в програмі «Історична правда з Вахтангом Кіпіані».

## Синопсис
У фільмі «Хто ви є, містер Джекі?» йдеться про листування та дружбу українського журналіста-дисидента Валерія Марченка з нідерландською студенткою Джекі Бакс. Джекі розшукала Валерія Марченка через правозахисну організацію «Міжнародна Амністія» вже коли він був засуджений за правозахисну діяльність. Їхнє листування та дружба тривали чотири роки, до самої смерті Валерія Марченка у в'язничній лікарні в 1984 році. 
Стрічку названо «Хто ви є, містер Джекі?» через те, що Валерій Марченко отримавши першого листа англійською мовою від Джекі Бакс, не зрозумів, що написала йому жінка, тому звернувся до неї «містер». 
Зфільмовано стрічку ТРК «Гравіс» за участю компанії «UMC» у Амстердамі — де мешкає Джекі Бакс, та у Пермській області Росії — де був ув'язненим Валерій Марченко, у Меморіальному музеї історії політичних репресій і тоталітаризму в місті Перм.

## Творчий колектив
- Автор ідеї — Юрій Луканов
- Режисер — Максим Бернадський
- Оператор — Олександр Євсєєв
- Сценарист — Юрій Луканов
- Продюсер — Юрій Луканов
- Звукорежисер — Ігор Барба
- Музичне оформлення — Олександр Курій
- Монтажери — Ганна Тєрєнтьєва, Ігор Рак
- Оповідач — Андрій Горбаль

## Нагороди
- 2001 — Премія імені Івана Франка у галузі інформаційної діяльності[2].